# Sand-Tragant
Der Sand-Tragant (Astragalus arenarius) ist eine Pflanzenart aus der Gattung Tragant (Astragalus) in der Familie der Hülsenfrüchtler (Fabaceae). Sie kommt in Nord-, Mittel- sowie Osteuropa vor, meist in kleineren, teilweise isolierten Vorkommen.

## Beschreibung

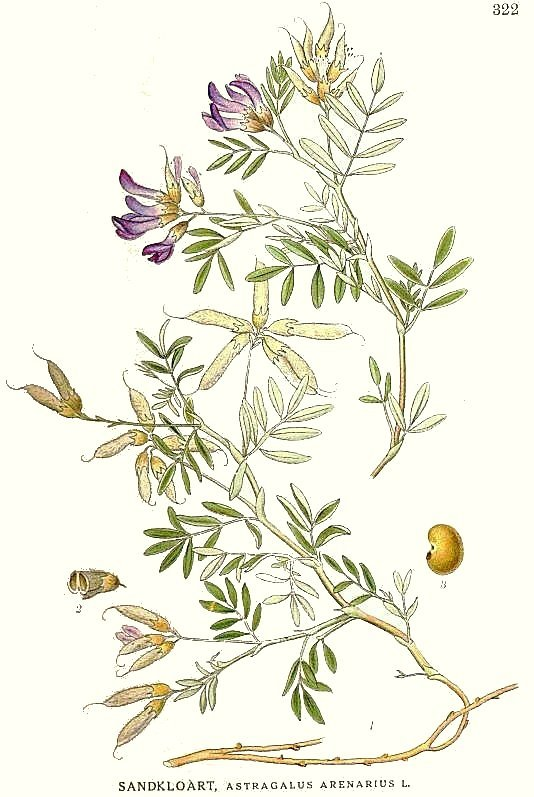
Illustration

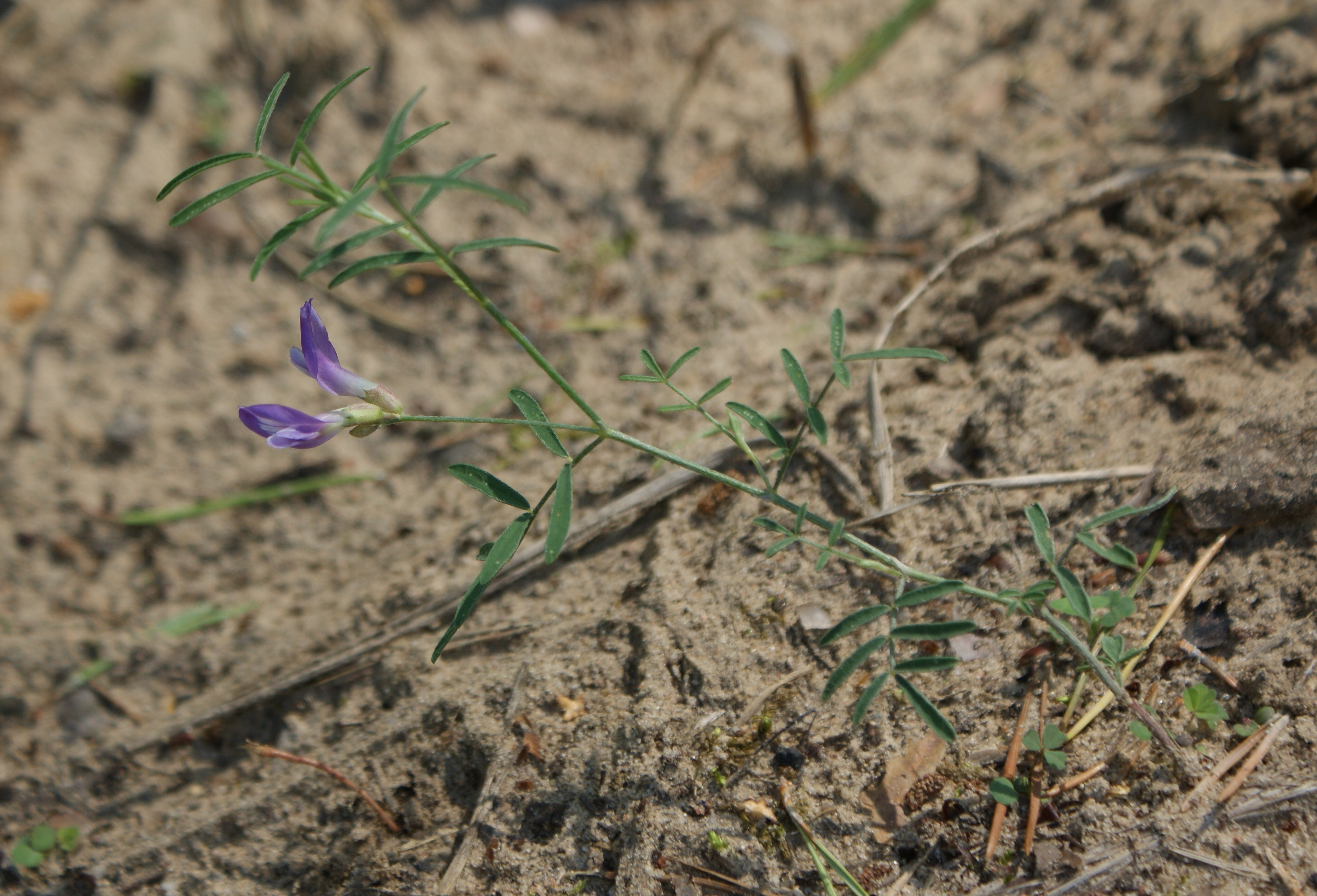
Habitus

### Vegetative Merkmale
Der Sand-Tragant wächst als sommergrüne, ausdauernde krautige Pflanze, die Wuchshöhen von 10 bis 30 Zentimetern erreicht. Der Stängel ist niederliegend bis aufsteigend und mehr oder weniger ästig. Er ist dicht mit weißen einfachen oder schiffchenförmigen Haaren besetzt. Die gefiederte Blattspreite besitzt meist drei bis vier, selten bis zu neun Fiederpaare. Die Fiederblättchen sind linealisch bis lanzettlich, 2 bis 2 Zentimeter lang und 2 bis 4 Millimeter breit. Die Nebenblätter sind häutig, miteinander verbunden und stehen dem Laubblatt gegenüber.

### Generative Merkmale
Blütezeit ist von Juni bis Juli. Der lockere Blütenstand enthält drei bis acht Blüten in einer Traube. Die Blütenstiele sind 2 bis 3 Millimeter lang. Die zwittrigen Blüten sind zygomorph und fünfzählig mit doppelter Blütenhülle. Der Kelch ist röhrig-glockig und 4 bis 5 Millimeter lang. Die hell-purpurfarbene, selten weiße Blütenkrone besitzt den typischen Aufbau der Schmetterlingsblütler. Die Kronblätter sind ziemlich lang genagelt. Das Schiffchen ist kürzer als die Fahne. Die Fahne ist etwas länger als die abgerundeten Flügel.
Die aufrechten Hülsenfrüchte sind linealisch, etwa 2 Zentimeter lang und etwa 4 Millimeter breit, grau behaart, manchmal auch verkahlend. Sie sind reif hell lederbraun. Die Samen sind etwa 2 Millimeter lang, nierenförmig und dunkelbraun.
Die Chromosomenzahl beträgt 2n = 16.

## Ökologie
Beim Sand-Tragant handelt es sich um einen Hemikryptophyten. Er ist ein Tiefwurzler.

## Vorkommen und Gefährdung
Das Hauptverbreitungsgebiet des Sand-Tragants liegt in Osteuropa. Fundorte des Sand-Tragants gibt es in Schweden, Deutschland, Polen, in der ehemaligen Tschechoslowakei, Belarus, Estland, Litauen, Lettland, im europäischen Teil Russlands, in der Ukraine und auf der Krim. In Finnland kommt sie nur eingeschleppt vor. In Mitteleuropa kommt der Sand-Tragant vereinzelt bei Nürnberg und sehr selten in Brandenburg, Mecklenburg und Sachsen vor.
Der Sand-Tragant gedeiht am besten auf kalkhaltigen, lockeren, sandigen Böden, die etwas humushaltig sein sollten. Er besiedelt sonnige und warme Standorte an Wegrändern, Böschungen und in lichten Wäldern. Er kommt vor in Gesellschaften des Verbands Koelerion glaucae, aber auch in denen des Verbands Cytiso-Pinion.
Astragalus arenarius ist bei der IUCN für viele Gebiete seiner Verbreitung als „Least Concern“ = „nicht gefährdet“ gemeldet. In Estland sowie Litauen ist er selten und in Tschechien ist er nur von wenigen isolierten Standorten bekannt. Bei der letzten Erhebung im Jahr 2010 wurde festgehalten, dass die Bestände zurückgehen. In der Roten Liste der gefährdeten Pflanzenarten in Deutschland ist er als stark gefährdet bewertet.

## Taxonomie
Die Erstveröffentlichung von Astragalus arenarius erfolgte 1753 durch Carl von Linné in Species Plantarum, Band 2, S. 759. Es gibt drei Homonyme: Astragalus arenarius Lapeyr. (in Histoire Abrégée des Plantes des Pyrénées 1813, S. 429); Astragalus arenarius Pall. (in Species Astragalorum, Tafel 34); Astragalus arenarius O.F.Muell. (in Icones Plantarum ... Florae Danicae Nomine Inscriptum. Kobenhavn, S. 614). Ein Synonym für Astragalus arenarius L. ist Tragacantha arenaria (L.) Kuntze.